# Unterems und Außenems
Unterems und Außenems este o arie protejată (arie specială de conservare — SAC, sit de importanță comunitară — SCI) din Germania întinsă pe o suprafață de 7.376,81 ha, integral pe uscat.

## Localizare
Centrul sitului Unterems und Außenems este situat la coordonatele 53°19′41″N 7°10′26″E / 53.3281°N 7.1739°E.

## Înființare
Situl Unterems und Außenems a fost declarat sit de importanță comunitară în februarie 2006 pentru a proteja 6 specii de animale. Situl a fost protejat și ca arie specială de conservare în mai 2017.

## Biodiversitate
Situată în ecoregiunea atlantică, aria protejată conține 6 habitate naturale: Estuare, Terase mlăștinoase și terase nisipoase neacoperite de apă la reflux, Pajiștile Spartina (Spartinion maritimae), Pășuni atlantice udate de apa mării (Glauco-Puccinellietalia maritimae), Liziere de ierburi înalte hidrofile de câmpie și de nivel montan până la alpin, Păduri aluvionare cu Alnus glutinosa și Fraxinus excelsior (Alno-Padion, Alnion incanae, Salicion albae).
La baza desemnării sitului se află mai multe specii protejate:
- mamifere (3): liliac de iaz (Myotis dasycneme), focă obișnuită (Phoca vitulina), marsuin (Phocoena phocoena)
- pești (3): Alosa fallax, Lampetra fluviatilis, Petromyzon marinus